# 2020년 U리그
2020년 U리그는 2008년에 출범한, 대한민국의 대학축구리그인 U리그의 13번째 시즌이다.

## 참가팀
- 1권역 : 세경대, 강동대, 청주대, 송호대, 한라대, 상지대, 건국대, 가톨릭관동대, 상지영서대

- 2권역: 경희대, 서울한국열린사이버대, 아주대, 인천대, 광운대, 제주국제대, 한양대, 중앙대, 예원예술대

- 3권역: 연세대, 디지털서울문화예술대, KC대, 여주대, 칼빈대, 순복음총회신학교, 성균관대, 홍익대, 동국대

- 4권역: 서울사이버한국외국어대, 서울디지털대, 서정대, 명지대, 고려대, 국제사이버대, 숭실대, 동원대, 서울대

- 5권역: 원광대, 조선이공대, 동신대, 전남과학대, 전주기전대, 호원대, 군장대, 동강대, 한려대

- 6권역 : 호남대, 남부대, 초당대, 광주대, 세한대, 전주대, 조선대, 우석대, 목포과학대

- 7권역 : 단국대, 한남대, 수원대, 경기대, 배재대, 선문대, 중원대, 영남대, 용인대

- 8권역 : 위덕대, 문경대, 김천대, 한국국제대, 울산대, 김해대, 동의대, 경주대, 경일대

- 9권역 : 동아대, 부산외국어대, 동양대, 대구예술대, 인제대, 안동과학대, 수성대, 동원과학기술대, 대구대, 구미대